# Позняков, Иван Борисович
Иван Борисович Позняков — советский хозяйственный, государственный и политический деятель.

## Биография
Родился в 1902 году в деревне Хуторянке. Член КПСС с 1927 года.
Образование высшее (окончил Высшую школу партийных организаторов при ЦК ВКП(б))
Партизан Великой Отечественной войны в составе штаба 3-й Армии Западного фронта.
С 1920 года — на хозяйственной, общественной и политической работе.
- В 1920—1924 гг. — боец в частях особого назначения в Гомельской губернии.[2]
- В 1924—1926 гг. — боец РККА.[2]
- В 1926—1939 гг. — советский и партийный работник в Белорусской ССР.[3]
- В 1940—1941 гг. — 1-й секретарь Гродненского горкома КП(б) Белоруссии[3]
- В 1942—1944 гг. — 3-й секретарь Витебского подпольного областного комитета КП(б) Белоруссии.[2]
- В 1944—1959 гг. — первый секретарь Оршанского горкома КП Белоруссии, первый секретарь Витебского горкома КП Белоруссии[4][5]
- В 1960—1970 гг. — ответственный работник аппарата ЦК КП Белоруссии[4].

Избирался депутатом Верховного Совета Белорусской ССР 1-5-го созывов.
Умер в Минске в 1992 году.

## Награды
- орден Ленина[7]
- орден Красного Знамени (16.09.1943)[8]
- 2 ордена Трудового Красного Знамени (09.08.1958)[5][7]
- орден Отечественной войны II степени (06.04.1985)[9]